# Sterling Holloway
Pour les articles homonymes, voir Holloway.
Sterling Holloway est un acteur américain né le 14 janvier 1905 à Cedartown (Géorgie) et mort le 22 novembre 1992 à Los Angeles (Californie). Il est la voix américaine de Winnie l'ourson.

## Biographie

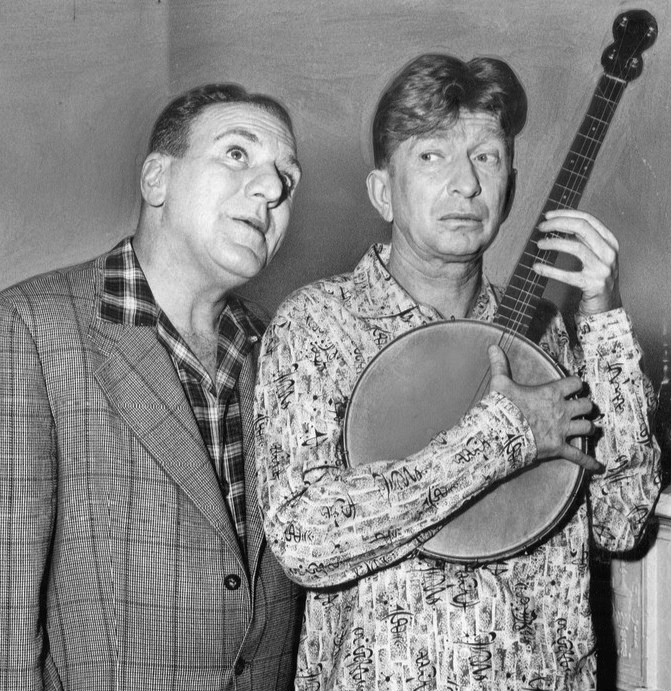
Avec William Bendix (1957)

Holloway a commencé à doubler des personnages Disney avec Bambi (1942) avant d'être sous contrat avec la Walt Disney Music Company à partir du 17 septembre 1957. Des problèmes cardiaques sont survenus durant la production des moyens métrages de Winnie l'ourson avec Disney affectant sa voix et son travail jusqu'à ce que les médecins découvrent en 1969 que se problèmes vocaux étaient dus à ses médicaments. Pour Tim Hollis et Greg Ehrbar, le fait de donner sa voix à Winnie l'ourson est une récompense dans la carrière d'Holloway. Il donne à nouveau sa voix à l'ourson durant les fausses campagnes présidentielles de 1972 et 1976.

## Filmographie
Pour les films d'animation dans lesquels Sterling Holloway a prêté sa voix, voir à "Doublage".

### Années 1920
- 1926 : The Battling Kangaroo : Napolean French
- 1927 : Casey at the Bat : Putnam
- 1927 : The Girl from Everywhere
- 1928 : The Girl from Nowhere

### Années 1930
- 1932 : La Ruée (American Madness) de Frank Capra : Oscar
- 1932 : Blonde Vénus (Blonde Venus) de Josef von Sternberg : Joe
- 1932 : Les Lèvres qui mentent (Faithless) de Harry Beaumont : Photographe (non crédité)
- 1932 : Rockabye
- 1933 : Lawyer Man : Ami d'Olga
- 1933 : L'affaire se complique (Hard to Handle) de Mervyn LeRoy : Andy Heaney
- 1933 : Blondie Johnson : Red
- 1933 : Fast Workers : Pinky Magoo
- 1933 : Hell Below : Seaman Jenks
- 1933 : Elmer, the Great : Nick Kane
- 1933 : Picture Snatcher de Lloyd Bacon : Étudiant en journalisme
- 1933 : Adorable : Emile
- 1933 : One Track Minds : Vendeur snack dans le train
- 1933 : International House : Coffee Mug
- 1933 : Chercheuses d'or de 1933 (Gold Diggers of 1933) de Mervyn LeRoy
- 1933 : Professional Sweetheart de William A. Seiter : Stu
- 1933 : When Ladies Meet : Jerome
- 1933 : Wild Boys of the Road, de William A. Wellman : Ollie
- 1933 : Not the Marrying Kind
- 1933 : Le Tourbillon de la danse (Dancing Lady) de Robert Z. Leonard : Pinky, l'auteur du show
- 1933 : Advice to the Lovelorn : Benny
- 1933 : Meeting Mazie
- 1933 : Alice au pays des merveilles (Alice in Wonderland) de Norman Z. McLeod : La grenouille
- 1933 : Au pays du rêve (Going Hollywood)
- 1934 : Tomorrow's Children : Dr Dorsey
- 1934 : The Cat and the Fiddle
- 1934 : Born April First
- 1934 : Strictly Dynamite : Elmer Fleming
- 1934 : L'Agent n° 13 (Operator 13) de Richard Boleslawski : Soldat blessé
- 1934 : Pleasing Grandpa
- 1934 : Murder in the Private Car (en)
- 1934 : The Back Page (en) de William Goodrich : Bill Giddings
- 1934 : Picnic Perils
- 1934 : Down to Their Last Yacht (en) de Paul Sloane : Freddy Finn
- 1934 : Gift of Gab
- 1934 : La Veuve joyeuse (The Merry Widow) de Ernst Lubitsch : Mischka
- 1934 : Sterling's Rival Romeo
- 1934 : Girl o' My Dreams
- 1934 : Une méchante femme (A Wicked Woman) de Charles Brabin : Peter Wells, ou Peter McNogg
- 1935 : Father Knows Best
- 1935 : Tomorrow's Youth
- 1935 : The Lottery Lover
- 1935 : Life Begins at Forty (en) de George Marshall : Chris
- 1935 : My Girl Sally
- 1935 : Bring 'Em Back a Lie
- 1935 : Doubting Thomas : Mr. Spindler
- 1935 : Vivre sa vie (I Live My Life) de W.S. Van Dyke : Max
- 1935 : 1,000 Dollars a Minute : Pete
- 1935 : Rendezvous : Chauffeur de taxi
- 1936 : Palm Springs : Oscar
- 1936 : Career Woman : George Rogers
- 1937 : Join the Marines de Ralph Staub : Alfred, le Steward
- 1937 : Le Démon sur la ville (Maid of Salem) : Miles Corbin
- 1937 : When Love Is Young : Orville Kane
- 1937 : La Femme que j'aime (The Woman I Love) de Anatole Litvak : Duprez
- 1937 : La Revue du collège (Varsity Show) de William Keighley : Trout
- 1937 : Behind the Mike : Tommy Astor
- 1938 : Of Human Hearts de Clarence Brown : Chauncey Ames
- 1938 : Dr. Rhythm : Luke (l'homme avec la glace)
- 1938 : Held for Ransom
- 1938 : Le Professeur Schnock (Professor Beware) d'Elliott Nugent : Rupert (le groom)
- 1938 : Cinq jeunes filles endiablées (Spring Madness) de S. Sylvan Simon : Buck
- 1939 : St. Louis Blues de Raoul Walsh
- 1939 : Nick Carter, Master Detective de Jacques Tourneur : Hector

### Années 1940
- 1940 : L'Aventure d'une nuit (Remember the Night) de Mitchell Leisen : Willie
- 1940 : L'Oiseau bleu (The Blue Bird), de Walter Lang
- 1940 : Hit Parade of 1941
- 1940 : Street of Memories
- 1940 : Little Men de Norman Z. McLeod : Reporter
- 1941 : Cheers for Miss Bishop, de Tay Garnett : Chris Jensen
- 1941 : L'Homme de la rue (Meet John Doe), de Frank Capra : Dan
- 1941 : New Wine : Otto, the bookkeeper
- 1941 : Top Sergeant Mulligan : Frank Snark
- 1941 : Look Who's Laughing : Rusty
- 1942 : Don't Get Personal : Lucky
- 1942 : Madame veut un bébé (The Lady Is Willing), de Mitchell Leisen : Arthur Miggle
- 1942 : Iceland : Sverdrup Svenssen
- 1942 : Here We Go Again : Tommy, messager de la Western Union
- 1945 : Wildfire : 'Alkali' Jones
- 1945 : Le Commando de la mort (A Walk in the Sun), de Lewis Milestone : McWilliams
- 1946 : Mr. Wright Goes Wrong
- 1946 : Death Valley : Slim
- 1946 : Sioux City Sue (en) de Frank McDonald : Nelson 'Nellie' Bly
- 1946 : Moron Than Off
- 1947 : Addio Mimí! : Aristide
- 1947 : Trail to San Antone (en) de John English : Droopy Stearns
- 1947 : Scooper Dooper
- 1947 : Twilight on the Rio Grande (en) de Frank McDonald : Pokie
- 1947 : Saddle Pals : Waldo T. Brooks Jr.
- 1947 : Robin Hood of Texas (en) de Lesley Selander : Droopy Haynes
- 1947 : Hectic Honeymoon
- 1947 : Speaking of Animals No. Y7-1: Dog Crazy : Le propriétaire du chien
- 1948 : Man or Mouse
- 1948 : Flat Feat
- 1949 : Mam'zelle mitraillette (The Beautiful Blonde from Bashful Bend), de Preston Sturges

### Années 1950
- 1956 : Kentucky Rifle : Lon Setter
- 1956 : Shake, Rattle & Rock! : Albert 'Axe' McAllister

### Années 1960
- 1960 : Les Aventuriers du fleuve (The Adventures of Huckleberry Finn), de Michael Curtiz
- 1963 : Mes six amours et mon chien (My Six Loves) de Gower Champion : Oliver Dodds
- 1963 : Un monde fou, fou, fou, fou (It's a Mad Mad Mad Mad World), de Stanley Kramer
- 1968 : Le Grand Frisson (Live a Little, Love a Little), de Norman Taurog : Milkman

### Années 1970
- 1976 : Super Seal : Cap'n Zach
- 1976 : Won Ton Ton, le chien qui sauva Hollywood (Won Ton Ton, the Dog Who Saved Hollywood) de Michael Winner : Vieil homme du bus
- 1977 : Un cocktail explosif (Thunder and Lightning), de Corey Allen : Hobe Carpenter

## Doublage de films d'animation

### Cinéma
- 1941 : Dumbo, de Ben Sharpsteen : Monsieur Cigogne
- 1942 : Bambi, de David D. Hand : Fleur adulte
- 1944 : 
  - Le Pélican et la Bécasse (The Pelican and the Snipe), de Hamilton Luske : Narrateur
  - Les Trois Caballeros (The Three Caballeros), de Norman Ferguson : Narrateur pour 'Le Pingouin à sang froid' / Professeur Holloway
- 1945 : Le Pingouin à sang froid
- 1946 : 
  - La Boîte à musique (Make Mine Music), de Jack Kinney, Clyde Geronimi, Hamilton Luske, Joshua Meador et Robert Cormack : (segment Pierre et le Loup)
  - Pierre et le Loup (Peter and the Wolf), de Clyde Geronimi
- 1947 : Mickey et le Haricot magique (Mickey and the Beanstalk), de Hamilton Luske et Bill Roberts
- 1951 : 
  - Lambert le lion peureux (Lambert the Sheepish Lion), de Jack Hannah : Narrateur / Monsieur Cigogne
  - Alice au pays des merveilles (Alice in Wonderland), de Clyde Geronimi, Wilfred Jackson et Hamilton Luske : Le Chafouin (Cheshire Cat)
- 1952 : 
  - The Little House, de Wilfred Jackson : Narrateur
  - Susie, le petit coupé bleu (Susie the Little Blue Coupe), de Clyde Geronimi : Narrateur
- 1953 : Franklin et moi (Ben and Me), de Hamilton Luske : Amos Mouse
- 1960 : 
  - Alakazam, le petit Hercule (Saiyu-ki) : Narrateur
  - Goliath II, de Wolfgang Reitherman  : Narrateur
- 1966 : Winnie l'ourson et l'Arbre à miel (Winnie the Pooh and the Honey Tree), de Wolfgang Reitherman : Winnie l'ourson
- 1967 : Le Livre de la jungle (The Jungle Book), de Wolfgang Reitherman : Kaa
- 1968 : Winnie l'ourson dans le vent (Winnie the Pooh and the Blustery Day), de Wolfgang Reitherman : Winnie l'ourson
- 1970 : Les Aristochats (The AristoCats), de Wolfgang Reitherman : Roquefort, la souris
- 1973 : Monstres et mystères ou les créatures mythologiques de notre société (Man, Monsters and Mysteries), de Les Clark : Nessie
- 1974 : Winnie l'ourson et le Tigre fou (Winnie the Pooh and Tigger Too!), de John Lounsbery : Winnie l'ourson
- 1977 : Les Aventures de Winnie l'ourson (The Many Adventures of Winnie the Pooh), de Wolfgang Reitherman et John Lounsbery : Winnie l'ourson
- 1979 : Tukiki and His Search for a Merry Christmas : The North Wind

### Télévision
- 1956 : Our Mr. Sun : Chloro Phyll
- 1957 : Hemo the Magnificent, de Frank Capra et William T. Hurtz
- 1964 : Linus! The Lion Hearted (série)
- 1978 : Christmas at Walt Disney World